# Chiado

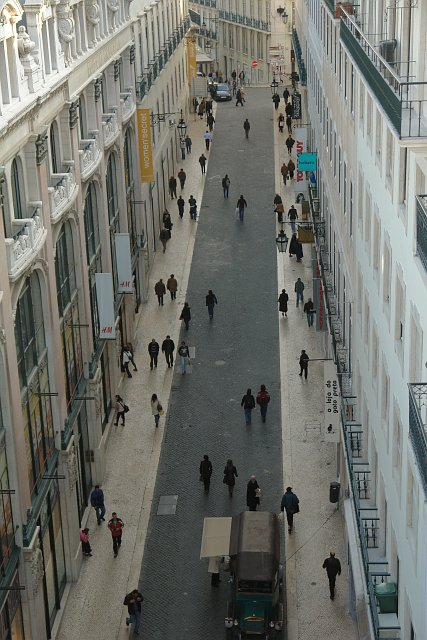
Rua do Carmo

Chiado ['ʃjadu] ist ein Altstadtviertel in der portugiesischen Hauptstadt Lissabon und liegt in der westlichen Oberstadt, nahe dem Bairro Alto. Gelegentlich werden auch nur die eleganten Einkaufsstraßen Rua Garrett und Rua do Carmo im Zentrum des Viertels als Chiado im engeren Sinne bezeichnet.
Der Stadtteil liegt in der Gemeinde Santa Maria Maior.

## Geschichte
Früher war der Chiado einer der Stadtausgänge zu den Landgütern und Konventen der Umgebung. Der heutige Name des Stadtviertels stammt aus dem 16. Jahrhundert. Er erinnert an den Dichter António Ribeiro (1520–1591) oder an Gaspar Dias, den ehemaligen Betreiber einer Schankwirtschaft in der Rua Paiva Andrade. Beide waren unter dem Spitznamen Chiado bekannt, was im 16. Jahrhundert so viel wie „pfiffig“ oder „verschlagen“ bedeutete.
António Ribeiro war ein Franziskaner aus Évora, der sich als Freund von Luís de Camões in Lissabon niederließ und als Stimmenimitator und Bauchredner seinen Lebensunterhalt verdiente. Bekannt wurde er als respektloser und spöttischer Dichter; 1925 wurde ihm ein Bronzedenkmal errichtet.
Das Viertel war bis Anfang des 20. Jahrhunderts Treffpunkt von Literaten und Künstlern. Grund waren die nahen Verlage, Redaktionen und Buchhandlungen wie die Livraria Bertrand, heute der älteste bestehende Buchladen der Welt. Auch die hiesigen Cafés, in denen sich die Intellektuellen trafen, begründeten den Ruf, insbesondere das Café A Brasileira.
Seit 1974 führt die Stadt Lissabon die Basílica de Nossa Senhora dos Mártires in Chiado in ihrem Kulturerberegister, seit 1986 die Taverne Cervejaria da Trindade. 1997 wurde eine Vielzahl weiterer Bauten und sogar ganze Straßenabschnitte der Rua Garrett unter Denkmalschutz gestellt.

## Der Brand von 1988
Am 25. August 1988 brach eine gewaltige Feuersbrunst in den Lagerhäusern Grandella aus, die sich auf etwa zwei Hektar des Chiado, in erster Linie an der Rua do Carmo, ausdehnte. Die Lissabonner Stadtverwaltung beauftragte den Portuenser Architekten Álvaro Siza Vieira mit der Leitung einer möglichst originalgetreuen Wiederherstellung des zerstörten Stadtteils unter Erhaltung der Außenfassaden und einer völligen Neugestaltung mit modernen Bauten. Vom selben Architekten entworfen wurde der U-Bahnhof Baixa-Chiado.